# シュマルカルデン同盟
シュマルカルデン同盟（シュマルカルデンどうめい, Schmalkaldischer Bund）とは、1530年に神聖ローマ皇帝カール5世のもとで開かれたアウクスブルク帝国議会終了後の1531年に、シュマルカルデン（de:Schmalkalden）においてプロテスタント諸侯と諸都市によって結成された反皇帝同盟。

## 歴史的展開
アウクスブルク帝国議会において『アウクスブルク信仰告白』の提出にこぎつけたものの、ルター支持派諸侯の足並みは揃わず、逆に団結したカトリックの帝国等族たちからは不当に奪われた教会財産の返還要求が行われた。皇帝は執行猶予をつけた上でこれを認めたが、ルター支持派諸侯たちは自分たちの得た財産が奪い返されることを恐れて反皇帝同盟を結んだ。
主導者はヘッセン方伯フィリップとザクセン選帝侯ヨハン・フリードリヒの2人であり、彼らと共に最初の同盟者となったのはアンハルト、ブレーメン、ブラウンシュヴァイク＝リューネブルク公国、マクデブルク、シュトラスブルク、ウルムの各都市であった。後にコンスタンツなどの諸都市もこれに加わった。
1532年になるとシュマルカルデン同盟はフランス王フランソワ1世と同盟し、1538年にはデンマークとの連携にも成功した。シュマルカルデン同盟の領内ではカトリック教会の財産は次々と没収され、司教やカトリック貴族は追放され、ドイツ国内でルター派の勢力が拡大することになった。
1544年になってフランソワ1世との和約の締結に成功したカール5世はシュマルカルデン同盟と決着をつけるため、以前は敵対関係にあったローマ教皇パウルス3世及びバイエルンとの同盟を実現させた。さらにカール5世は巧みな政治手腕によって同盟の盟主ともいえるヘッセン方伯フィリップの娘婿で、ヨハン・フリードリヒの又従弟にあたるザクセン公モーリッツを味方にすることに成功した。
1546年、シュマルカルデン同盟は、ついにカール5世に向かって宣戦布告し、戦端を開いた。これがシュマルカルデン戦争である。
カール5世は困難な状況をものともせずに各地で同盟軍を撃破し、1547年4月にはミュールベルクの戦いで同盟軍を再び打ち破り、指導者であったヨハン・フリードリヒとフィリップの2人を捕虜とした。シュマルカルデン同盟を崩壊させたカール5世は、アウクスブルクに帝国諸侯、都市代表者を集め、ルター派を異端とする暫定規定の受諾を迫った。
しかし、プロテスタントだったモーリッツは、このやり方を不満とし、1552年に反旗を翻してカールが滞在していたインスブルックを強襲して逃亡させた。その後カールは弟のフェルディナント1世にモーリッツとの和平交渉を委ねた。
1552年8月、パッサウでルター派を容認する旨の和平条約（パッサウ条約）が結ばれた。こうして最終的に1555年にアウクスブルクでアウクスブルクの和議が結ばれるが、これはパッサウ条約を原型としたものだった。

## シュマルカルデン同盟のメンバー
- アンハルト Anhalt
- ブレーメン Bremen
- ブラウンシュヴァイク＝リューネブルク公国 Brunswick-Lüneburg, Herzogtum Braunschweig-Lüneburg
- マクデブルク Magdeburg
- マンスフェルト Mansfeld
- シュトラースブルク Strassburg
- ウルム Ulm
- コンスタンツ Constance, Konstanz
- ロイトリンゲン Reutlingen
- メミンゲン Memmingen
- リンダウ Lindau
- ビーベラハ Biberach
- イスニュ Isny im Allgäu
- リューベック Lübeck